# Largo Treze (metropolitana di San Paolo)
Largo Treze è una stazione della linea 5 della metropolitana di San Paolo. Si trova sotto Avenida Padre José Maria, nel distretto di Santo Amaro.

## Storia
La stazione è stata inaugurata il 20 ottobre 2002.

## Interscambi
Nelle vicinanze della stazione effettuano fermata diverse linee di autobus urbani e interurbani.
- Fermata autobus

## Servizi
La stazione dispone di:
- Accessibilità per portatori di handicap
- Ascensori
- Scale mobili
- Biglietteria a sportello
- Biglietteria automatica